# 夜半1點鐘
《夜半1點鐘》（英語：01:00 A.M.）是一部1995年香港恐怖鬼片，後發展成系列電影三部曲，由葉偉信首次執導，葉玉卿、陳小春、袁詠儀、黃耀明和徐錦江主演。

## 劇情簡介
電影分成三段，主題分別為：「醫院」、「二手車」、「公路」
醫院：紅極一時的偶像歌手現正處於昏迷狀態，為何竟有人看見他與一位紅衣少女在糾纏……
二手車：方小燕購入一輛二手車，豈料在一夜駕駛之時遇上一連串恐怖事件，更在過程中遇見一直在傳聞當中出現的辮子姑娘。
公路：春和明為交通警察，職責為於路邊架起照相機拍攝超速駕駛的車輛，但二人卻發現照片中出現一名老婆婆，使二人欲調查當中原故。

## 角色介紹
| 演員   | 角色       | 簡介 |
| 醫院   |            | |
| 葉玉卿 | 護士       | 得罪護士長而被派遣長期徹夜留守 有陰陽眼，可看見鬼魂及Sunny靈魂                                                                     |
| 黃耀明 | Sunny Wong | 紅極一時的偶像歌手 突然昏迷及靈魂出竅 靈魂被女鬼霸佔，不許其返回身體                                                               |
| 洪雪盈 | 女鬼       | Sunny瘋狂歌迷 在Sunny的演唱會期間意外跌死 霸佔Sunny靈魂到處遊玩不許其返回身體，後被勸導離開                                        |
| 梁思敏 | 阿倩       | 護士 Sunny瘋狂歌迷 |
| 二手車 |            | |
| 袁詠儀 | 方小燕     | 暱稱「阿靚」 大學心理系二年級學生 有一手提錄音機取名為「家明」 撰寫有關"辮子姑娘"的分組研究報告 深夜中到辮子路探靈，遇見"辮子姑娘" |
| 李錦聯 | 李錦       | 人稱「錦李」 車行職員 |
| 宣萱   | 阿芝       | 方小燕之同學 建議撰寫有關"辮子姑娘"的分組研究報告                                                                                  |
| 張睿羚 | 阿君       | 方小燕之同學 一同撰寫有關"辮子姑娘"的分組研究報告                                                                                  |
| 陳淑儀 | 顧博士     | 方小燕之心理系教授 |
| 公路   |            | |
| 陳小春 | 春         | 交通警編號663 拍攝到鬼相片 |
| 徐錦江 | 阿明       | 交通警編號36257 拍攝到鬼相片 |
| 侯煥玲 | 鬼婆婆     | 故事前被撞死後司機不顧而去 引導交通警663及36257捉拿犯人                                                                            |
| 曾健明 |            | 交通警編號663及交通警編號36257之上司                                                                                               |
| 盧雄   | 相士       | |

## 夜半系列三部曲
- 《夜半1點鐘》（1995年）
- 《夜半2點鐘》（1997年）
- 《夜半3點鐘》（1997年）

## 外部連結
- 香港影庫上《夜半1點鐘》的資料（繁體中文）
- 互联网电影数据库（IMDb）上《夜半1點鐘》的资料（英文）
- 豆瓣电影上《夜半1點鐘》的資料 （简体中文）
- 时光网上《夜半1點鐘》的資料（简体中文）